# Sunshine 60

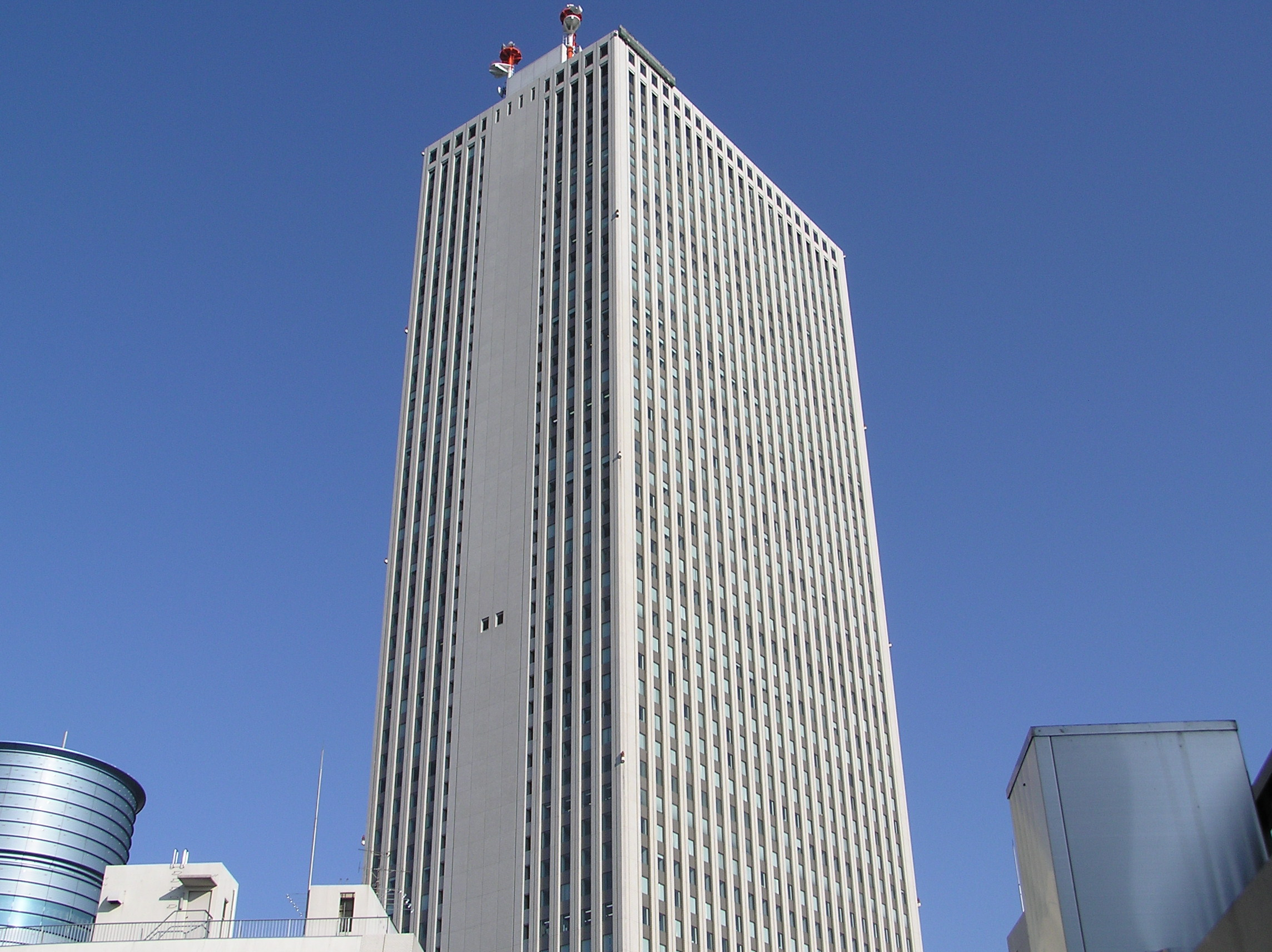
Sunshine 60

Sunshine 60 Building (サンシャイン60ビル Sanshain 60 Biru) là một tòa nhà cao 60 tầng ở đông Ikebukuro, Toshima, Tokyo, Nhật Bản, tọa lạc tại cuối Sunshine City. Vào thời điểm hoàn thành năm 1978, đây là cao ốc cao nhất Đông Á và giữ danh hiệu này đến năm 1985. Đây là cao ốc cao nhất Nhật Bản cho đến khi Tòa nhà chính phủ vùng Tokyo được hoàn thành năm 1991. Cao ốc này có văn phòng, cửa hiệu, khách sạn, một bể cá ở tầng 10, cung thiên văn được trang bị hệ thống hình ảnh số SKYMAX. Tòa nhà được xây trên đất của Nhà tù Sugamo đã bị phá bỏ. Nhà tù này đã là nơi giam giữ tù phạm chiến tranh cấp cao của Nhật Bản trong thời kỳ Nhật Bản bị chiếm đóng, ngày 23 tháng 12 năm 1948, 6 cán bộ cấp cao bị cáo buộc tội phạm chiến tranh (bao gồm cựu thủ tướng Hideki Tojo bị treo cổ trong nhà tù này.

## Xe thêm
- Sunshine City